# Cine mudo

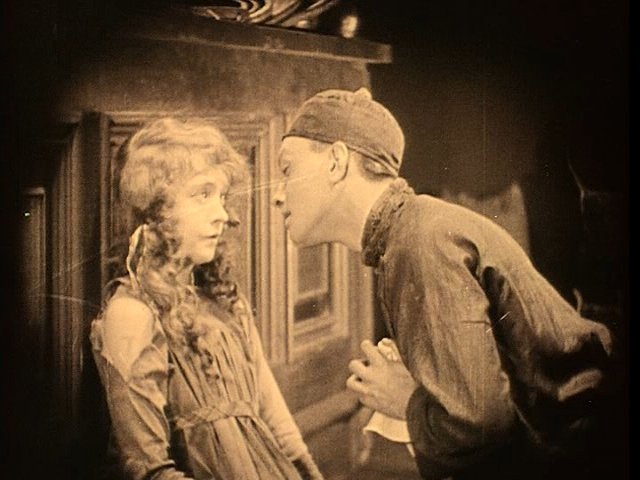
Fotograma de la película muda Lirios rotos, con Lillian Gish y Richard Barthelmess expresando sus acciones a través del lenguaje corporal, algo característico de las películas mudas.

El cine mudo es aquél en el que no hay sonido sincronizado (especialmente diálogos) y consiste únicamente en imágenes. La era del cine mudo duró desde 1888 hasta 1929.
La idea de combinar las imágenes con sonido grabado es casi tan antigua como la cinematografía en sí, pero hasta finales de los años 1920, la mayoría de las películas eran silentes. Este período anterior a la introducción del sonido se conoce como la «era muda» o el «período silente». Después del estreno de El cantante de jazz (1927), las películas sonoras fueron cada vez más habituales y, diez años después, el cine mudo prácticamente había desaparecido. La era del cine silente, a menudo, es referida como la era plateada de la pantalla.
En un informe de septiembre de 2013, la Biblioteca del Congreso de Estados Unidos publicó que se cree que un 70 % de las películas mudas estadounidenses están completamente perdidas.

## Historia

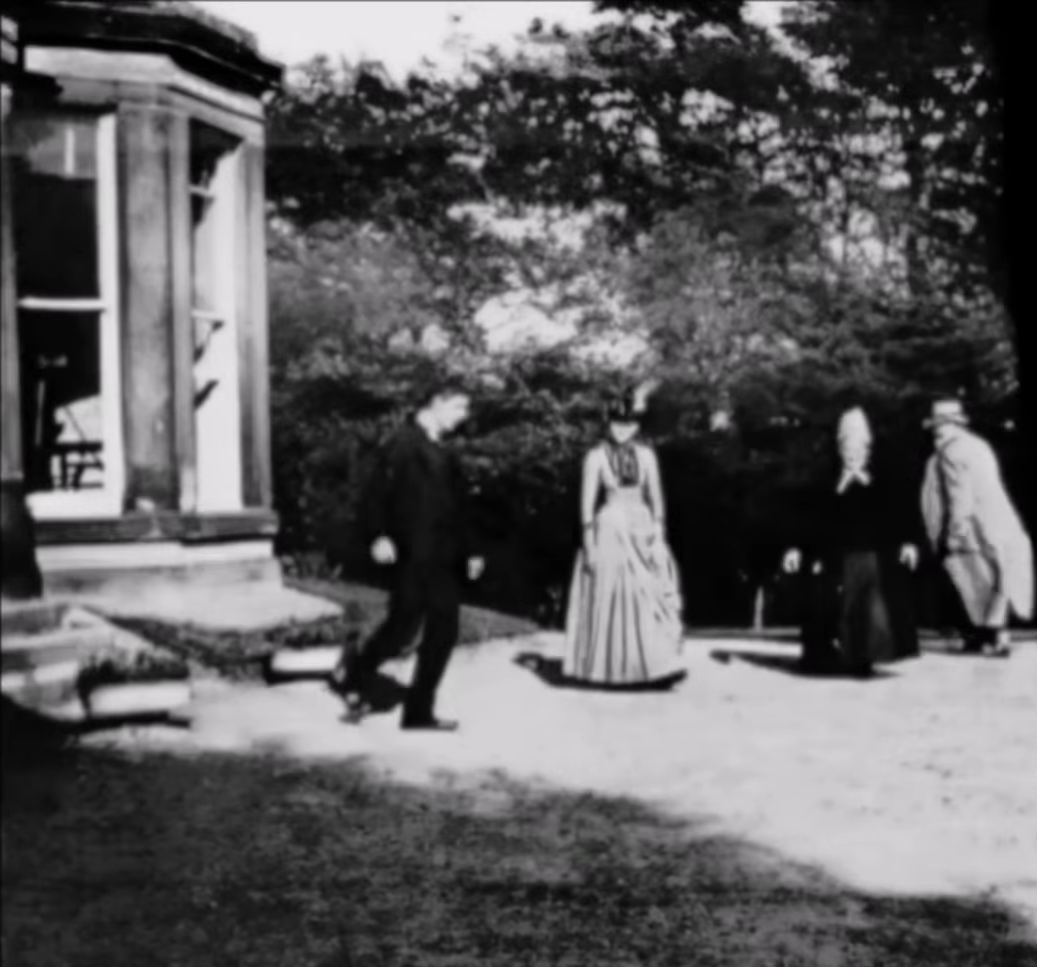
La escena del jardín de Roundhay, cortometraje de 1888

Los inicios del cine mudo coinciden con la Primera Guerra Mundial, los primeros automóviles, el primer vuelo del hombre.
Desde el taumatropo en 1825, el zoótropo en 1834, el cronofotógrafo de placa fija en 1882 (donde Kodak tenía lugar), el dibujo animado, hasta los quinetoscopios en 1894, en marzo de 1895 se inventó el cinefotógrafo, una cámara-proyector-impresora creada por los hermanos Lumière.
Un descubrimiento importante que se debe resaltar para entender la profundidad de campo en el cine es el invento de Reynaud: su teatro óptico podría reconocerse como el primer animador formal. 
La primera película muda fue realizada por Louis Le Prince en 1888. Era un filme de 1,66 segundos que mostraba a dos personas caminando por un jardín y se tituló La escena del jardín de Roundhay.
El arte de la cinematografía alcanzó su plena madurez antes de la aparición de las películas con sonido, a finales de los años 1920. Muchos eruditos sostienen que la calidad estética del cine disminuyó durante varios años hasta que directores, agentes y el personal de producción se adaptaron al nuevo cine sonoro. En realidad, la calidad visual de las películas mudas –especialmente las producidas durante la década de 1920– era a menudo muy buena. Pero hay una falsa y muy frecuente idea de que estas películas eran primitivas y de mala calidad comparadas con los estándares modernos. Esta falsa concepción se debe a que tales películas presentaban errores técnicos (tales como velocidad de reproducción incorrecta) y a que muchas de esas películas antiguas se conocen por copias deterioradas: muchas grabaciones existen solamente gracias a las copias de segunda o incluso tercera generación que se hicieron, debido a que el filme original estaba ya dañado y descuidado.
En los pueblos pequeños había un piano para acompañar las proyecciones, mientras que en las grandes ciudades había órganos, o incluso una orquesta completa que podía ejecutar algunos efectos sonoros.

## Características
El cine mudo es aquel que no cuenta con sonido sincronizado y consiste únicamente en imágenes, a veces acompañadas por música en directo. La calidad de estas películas, y sobre todo las de los años 1920, era extremadamente alta.
En ocasiones se añadían subtítulos o carteles para aclarar la situación a los espectadores o para mostrar conversaciones.
Se caracteriza por no haber sonido directo, debido a que no se había avanzado técnicamente en ello. Existe una gran polémica con dicho género ya que no hay sonido directo, sin embargo existe música; es musical, pero a la vez se considera mudo. 
En los inicios del cine mudo el plano que predomina es el plano general por el peso del cinematógrafo.

### Intertítulos

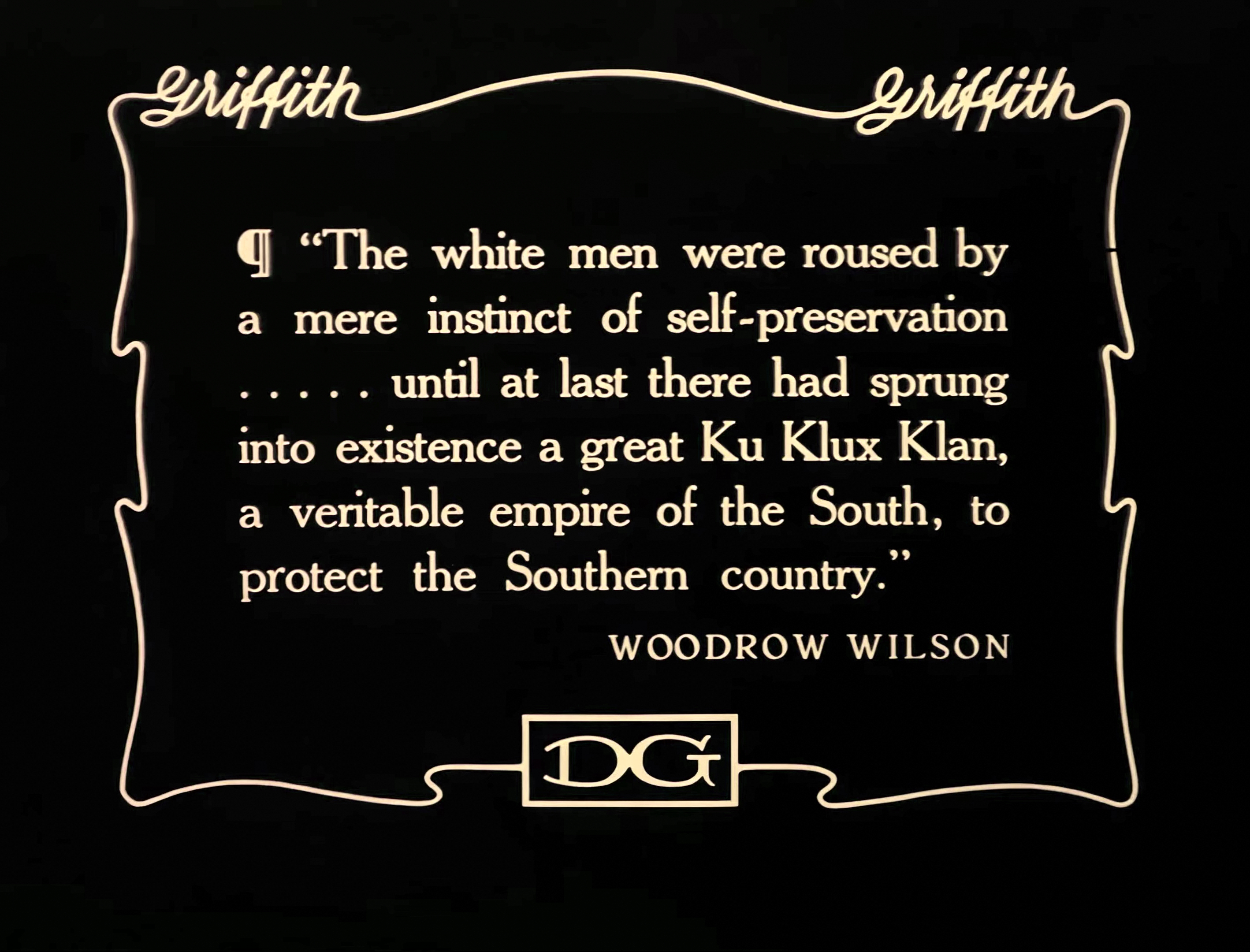
Intertítulo del filme El nacimiento de una nación (1915), de D.W. Griffith

Dado que el cine mudo no podía servirse de audio sincronizado con la imagen para presentar los diálogos, se añadían cuadros de texto para aclarar la situación a la audiencia o para mostrar conversaciones importantes donde se le daba una narrativa real del diálogo. Los intertítulos (o títulos, como se los llamaba en esa época) se convirtieron en elementos gráficos en sí mismos que ofrecían ilustraciones y decoraciones abstractas con comentarios sobre la acción.
El escritor de títulos se convirtió en un profesional del cine mudo, hasta tal punto que a menudo era mencionado en los créditos al igual que el guionista.

### Música en vivo y sonido
El cine silente se valió de música instrumental propia del romanticismo para procurar que este nuevo arte fuera desde sus comienzos bien aceptado por las clases altas y aristocráticas que escuchaban aquella música. Aunque después de 1910 se alternaban música clásica y ligera.
La música en el cine mudo trataba de representar los sucesos que ocurrían en pantalla de una manera exagerada y poco sutil. Quien decidía donde aparecían  estas sutilezas era el pianista o el director y en el mejor de los casos el pianista podía visionar la película para tener una mejor idea de dónde y cómo realizarlas. 
Se solían utilizar ritmos rápidos para persecuciones, sonidos graves en momentos misteriosos y melodías románticas para escenas de amor.
En sus comienzos, la música del cine mudo consistía en improvisaciones en directo interpretadas por un pianista u organista (música Jazz). Estas improvisaciones eran en muchas ocasiones sobre uno o dos temas. También se interpretaba música clásica o repertorio teatral.
El órgano de teatro estaba especialmente diseñado para llenar un espacio entre un pianista y una orquesta. Los órganos del teatro tenían una amplia gama de efectos especiales. El órgano Rudolph Wurlitzer Company podía simular sonidos de orquesta, entre otros.
Normalmente los pueblos pequeños contaban con un piano para acompañar las proyecciones, pero las grandes ciudades tenían su propio órgano o incluso una orquesta capaz de producir efectos sonoros. 
La música fue recopilada específicamente para acompañar los filmes en la llamada Música de Photoplay. Esta labor era realizada por el pianista, el organista, el director de orquesta o el estudio mismo, que enviaban una partitura de la música que debía acompañar la película.
A partir de la película de David W. Griffith El nacimiento de una nación, surgieron composiciones originales y era normal que la música se interpretara con partituras creadas especialmente. Esto suponía una importante fuente de empleo para los músicos (sobre todo en Estados Unidos) hasta la llegada del cine sonoro.
Otras maneras de ofrecer música al cine mudo se llevaron a cabo por ejemplo en Brasil, donde se ofrecieron cantatas de fitas: operetas con los cantantes interpretando detrás de la pantalla. En Japón la música en vivo contaba con benshi: narrador en vivo que proporcionaba las voces del narrador y los personajes. El benshi se convirtió en un pilar fundamental en las películas japonesas, además servía como traducción para las películas extranjeras norteamericanas.

#### Música incidental

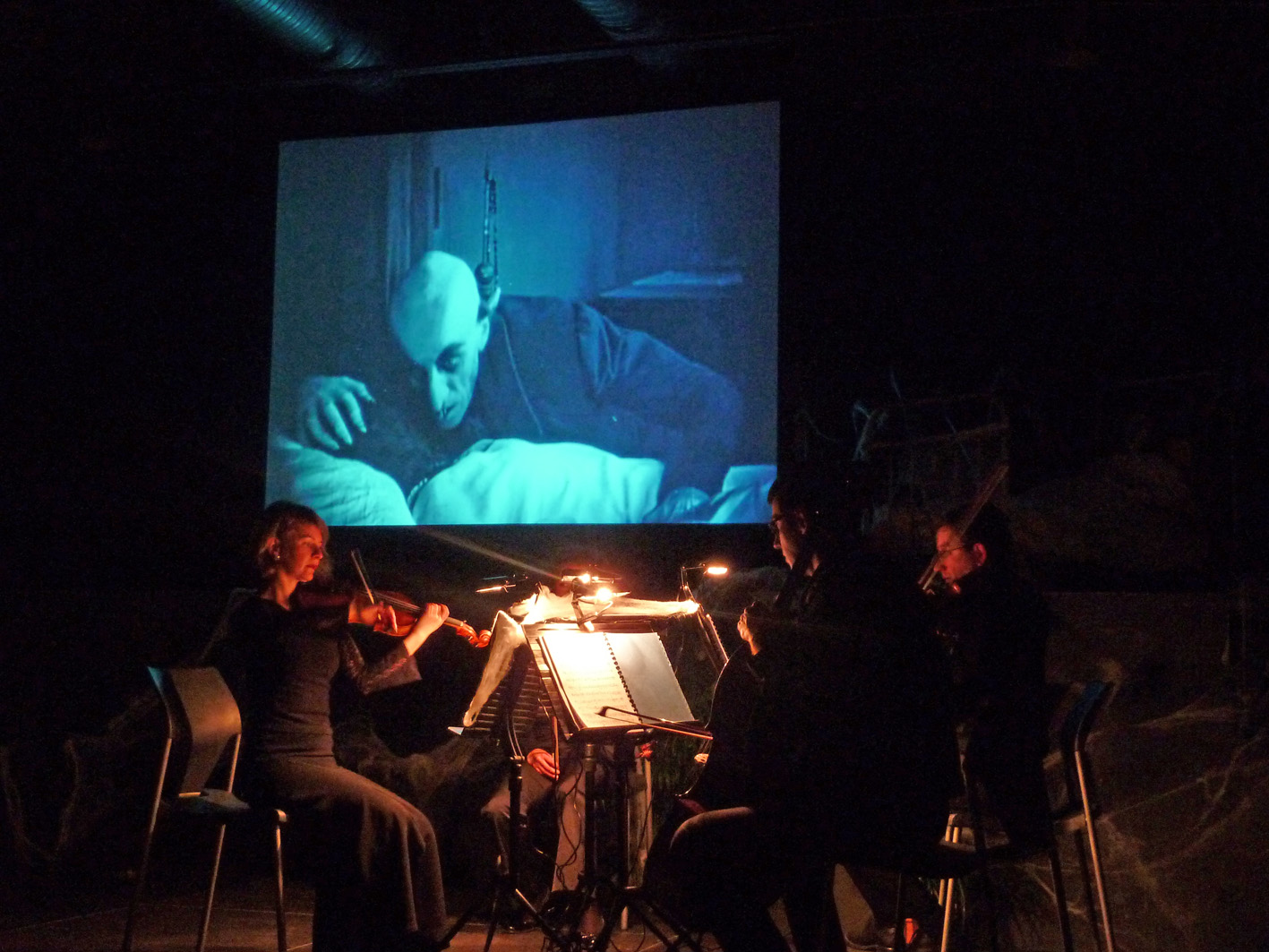
Cuarteto de cuerda acompañando una proyección de Nosferatu.

La música de este periodo apenas se ha conservado y es muy difícil su reconstrucción. Las composiciones se pueden distinguir en cuatro tipos: reconstrucciones completas de composiciones hechas, compuestas para la ocasión, montadas de bibliotecas de música ya existentes o improvisadas nuevamente.
Timothy Brock ha restaurado muchas de las composiciones de Charlie Chaplin. Existen, además, agrupaciones dedicadas especialmente al acompañamiento de películas mudas, como la Silent Orchestra, la Alloy Orchestra y la Mont Alto Motion Picture Orchestra.
El interés en las composiciones de las películas mudas disminuyó en los años 1960 y 70. Surge una tendencia en la que la audiencia empieza a experimentar con películas puramente visuales, sin distracciones de música. Esta creencia estuvo impulsada por la mala calidad de algunas de las composiciones para el cine mudo.
En la actualidad, un gran número de solistas, grupos de música y orquestas realizan partituras tradicionales y contemporáneas para películas mudas a nivel internacional.

#### ¿Por qué música?
Existen varias teorías que explican el uso de la música en los orígenes del cine:
Según Kurt London, la música empezó a usarse para disimular el ruido del proyector. Por lo tanto se incorporaba el piano, órgano, orquesta u otros grupos para remediar el constante ruido del mecanismo. «Instintivamente los propietarios de las salas de cine recurrieron a la música y esa era la solución correcta, usar un sonido agradable para neutralizar otro menos agradable».
Otra teoría dice que la música sirvió para hacer más agradable la experiencia de ver imágenes en blanco y negro sin ningún tipo de sonido.
También se pensó en música de forma que hiciera creer al espectador que forma parte de un colectivo, evitando su aislamiento y facilitando su implicación en la escena.
Además, existen muchos ejemplos a los que se suele aludir que explican la esencial relación entre música y las numerosas representaciones de dramas o ritos religiosos. Desde Grecia, pasando por los dramas litúrgicos de la Edad Media, ópera y melodramas de los siglos xix y xx.
Estas razones de la relación entre música y cine, ya sean de tipo artístico, técnico o práctico, demuestran que la música es un elemento indispensable del acontecimiento cinematográfico.

### Velocidad de proyección
El cine mudo era filmado en rollos de 35 mm, la mayoría de las películas mudas se filmó a velocidades más lentas que las películas con sonido (normalmente de 16 a 20 fotogramas por segundo frente a 24) por lo que, a menos que se apliquen técnicas especiales para mostrarlas a sus velocidades originales, pueden parecer artificialmente rápidas, lo que remarca su aspecto poco natural. No obstante, algunas películas mudas –particularmente las comedias– fueron filmadas a menor velocidad de manera intencional para así acelerar la acción.

### Color en el cine mudo

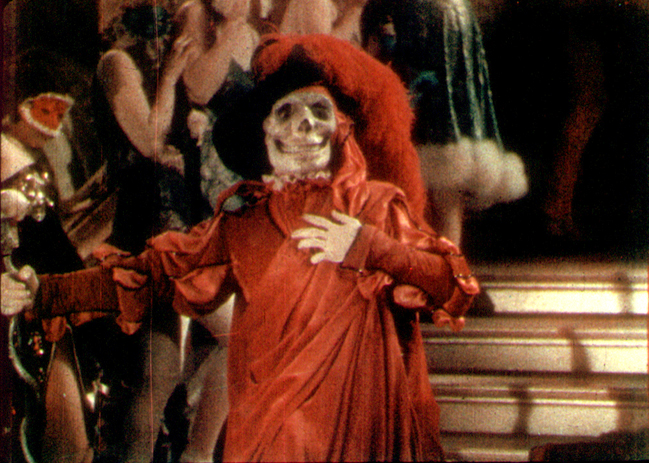
Clásicos del cine mudo como El fantasma de la Ópera contenían escenas rodadas en Technicolor de dos colores.

Entre 1895 y 1927, la inmensa mayoría de las películas se rodó en blanco y negro. Sin embargo, ya desde el principio muchos cineastas intentaron dar color a las filmaciones. Georges Méliès tenía un equipo de obreras que pintaban a mano los fotogramas de sus películas, logrando así que en la proyección se vieran en color. Lo más habitual, sin embargo, era otro estilo de color, que se obtenía sumergiendo segmentos de película o la película completa en un tinte de un determinado color, lo que daba a la película un tono monocromo. Para mediados de los años veinte, se había desarrollado en la industria del cine todo un código de colores según el tipo de escena. Así, las escenas nocturnas solían teñirse de azul oscuro o verde, mientras que otras tenían otros colores. La elección de estos colores era tan importante que, durante el rodaje, en la claqueta solía especificarse, además del número de toma, el color con que la escena debía teñirse en postproducción.
La compañía Technicolor comenzó a dar sus primeros pasos en el rodaje en color natural en la etapa del cine mudo, y así estrenó su primer rudimentario proceso de color en 1917 con The Gulf Between, la primera película en color en Estados Unidos, de la que se conservan solo algunos fotogramas. El resultado no fue satisfactorio y habría que esperar a 1922 para que el proceso se perfeccionara y continuaran realizándose películas o fragmentos de películas en color, utilizando el proceso de Technicolor de dos colores, que utilizaba dos colores básicos en lugar de tres y que, por lo tanto, no permitía reproducir el 100 % del espectro de color. Clásicos del cine mudo como Los diez mandamientos, El fantasma de la Ópera o Ben-Hur contenían escenas rodadas en color. 
El proceso de Technicolor continuó utilizándose durante los primeros años del cine sonoro hasta que, con el inicio de la Gran Depresión, el número de rodajes se redujo al mínimo y volvió a estandarizarse el blanco y negro. En los años cuarenta, los estudios se desentendieron de estas filmaciones en color. Technicolor, para hacer sitio en sus almacenes, destruyó los negativos, por lo que la mayoría de películas en color de este período se perdió o se conservan solo copias en blanco y negro.

## Preservación y películas perdidas

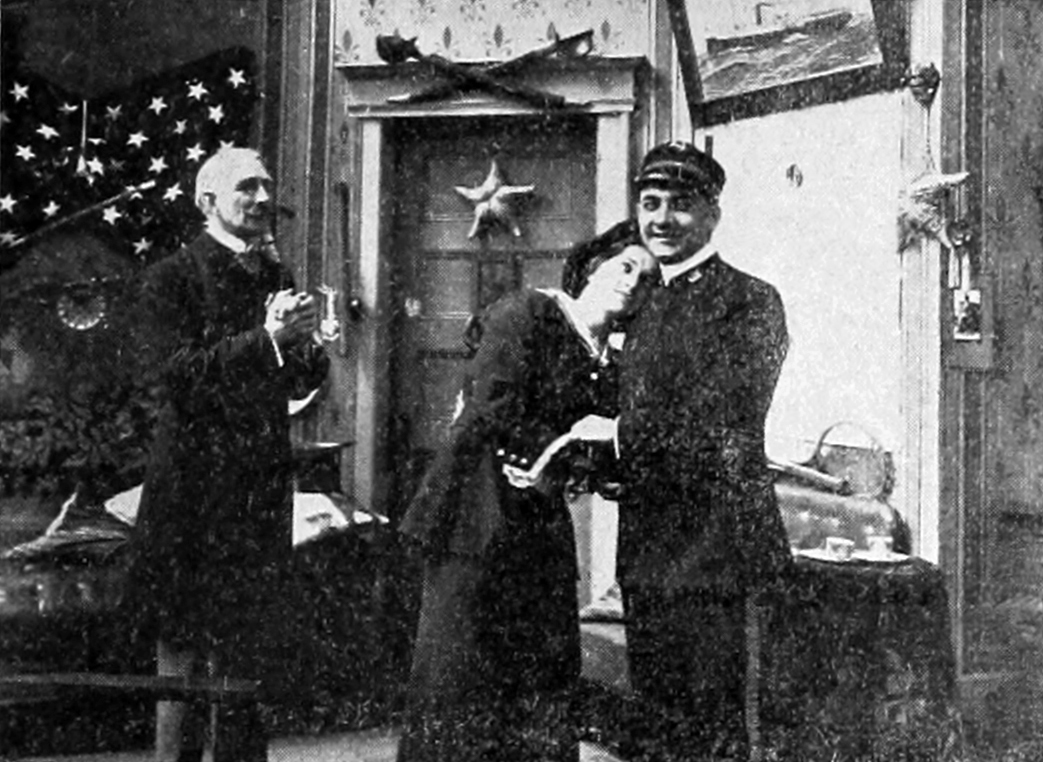
Fotograma de Saved from the Titanic (1912), protagonizada por una sobrevivente del Titanic. Actualmente se considera una película perdida.

En los años previos a la introducción del sonido se realizaron muchas películas mudas, pero un número considerable de ellas (algunos historiadores estiman que entre el 80 % y el 90 %) se han perdido. Las películas de la primera mitad del siglo XX se filmaron en rollos de película de celuloide, que era inestable, altamente inflamable y requería de una conservación cuidadosa para evitar que se descompusiera con el tiempo. Aunque la mayoría de estas películas se quemó o fue destruida, se han reciclado a muchas de ellas. La conservación de películas es una prioridad entre los historiadores.

## Homenajes posteriores

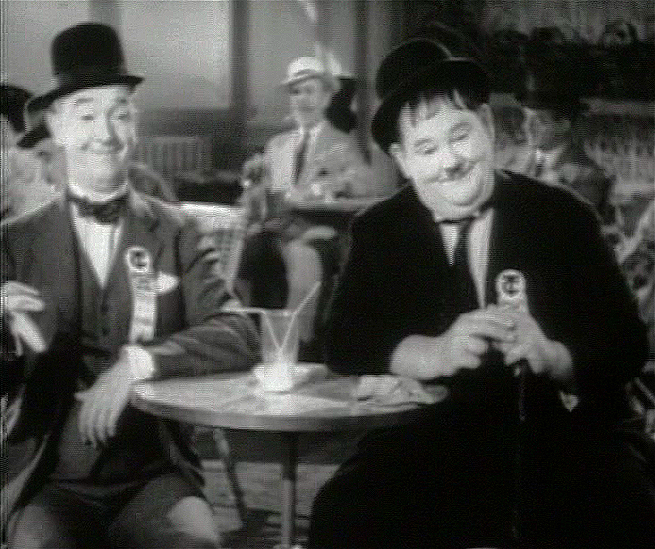
Stan Laurel y Oliver Hardy en las escenas iniciales de su película de RKO de 1939,.

Varios cineastas han prestado homenaje a las comedias de la era muda. Algunos de ellos son René Clair, en El silencio es oro (1947), Gene Kelly y Stanley Donen con Cantando bajo la lluvia (1952), Jacques Tati con Las vacaciones de M. Hulot (1953), Jerry Lewis con El botones (1960), Mel Brooks con La última locura (1976), Maurizio Nichetti con Ratataplan (1979), Tricicle con Palace (1995), Eric Bruno Borgman con The Deserter (2004), Michel Hazanavicius con The Artist (2011) , Pablo Berger con Blancanieves (2012) y Michaël Dudok de Wit con La tortuga roja.